# Ruth Rita
Ruth Carla Revez Rita Campos (1972 – 15 de outubro de 2022) foi uma modelo portuguesa. Ficou conhecida no início dos anos 90 como a assistente de Herman José no programa A Roda da Sorte.

## Biografia
Nascida em 1972, Ruth Rita foi escolhida para ser a assistente de Herman José no programa A Roda da Sorte, que estreou em 1990. De sorriso fácil e com poucas palavras, Ruth Rita conquistou o público da Roda da Sorte, onde também participava Cândido Mota, que era o locutor do programa. No último episódio do programa, Ruth participou num momento insólito: o momento em que Herman José destrói os prémios e o cenário com uma caçadeira.
Em 1991, Ruth fez uma aparição no Festival RTP da Canção 1991, onde apareceu em palco com a banda T&Gus para interpretar "Bye Lili Bye", que se classificou em 4º lugar.
Após o fim da Roda da Sorte, em 1994, Ruth volta participar como assistente de Herman José, desta vez no programa Com a Verdade M' Enganas. Quando o programa terminou, Ruth, já casada, afastou-se de vez dos ecrãs, focando-se no seu negócio familiar.
Ruth era também empresária e geria uma loja de roupa em Telheiras chamada "Ruth Rita".
Ruth Rita faleceu a 15 de outubro de 2022 aos 50 anos, vítima de doença prolongada. Sabia-se que Ruth lutava contra um cancro nos últimos meses.